# Indicador de saúde
Indicadores em saúde são medidas estimadas de uma dimensão de saúde de uma população em um contexto determinado. Consistem da mensuração de variáveis individuais ou coletivas a partir da coleta de dados, a fim de gerar algum conhecimento com o potencial de orientar decisões e ações em saúde. Podem ser utilizados para descrever um fenômeno, prever desfechos (prognóstico), melhorar a tomada de decisões pela gestão e a qualidade da assistência, avaliar intervenções, promover uma causa, prestar contas e para a pesquisa em saúde.
Os dados utilizados para o cálculo de um indicador, em geral, são estratificados com base naquilo que se deseja saber. Por exemplo, podem se restringir a um determinado nível geográfico (nacional, regional, distrital, serviço de saúde etc.) ou a um grupo populacional (por faixa etária, sexo, características socioeconômicas, etnia etc.). Importante salientar, também, que algumas medidas pontuais ou centrais (como a média) podem encobrir desigualdades internas, sendo importante observar a dispersão interna do indicador, utilizando medidas como o desvio-padrão e os quartis que estimam a variabilidade desse indicador.
É essencial a um indicador que seja mensurável e viável, isto é, que existam dados disponíveis e acessíveis para o seu cálculo. Além disso, é preciso que ele tenha validade, isto é, seja capaz de mensurar o que é proposto, o que depende da exatidão dos dados utilizados e de uma boa cobertura dos dados. Também é esperado que eles possam ser calculados em tempo hábil para a tomada de uma decisão. É importante que sejam reprodutíveis, sustentáveis, permitindo a continuidade da sua obtenção, e compreensíveis.
Alguns tipos de indicadores incluem: contagem (mensuração absoluta) ou frequência de um evento determinado; proporção; taxa; odds (probabilidade); prevalência; incidência; morbidade; mortalidade; fatores de risco e de serviço.